# Kodikologie

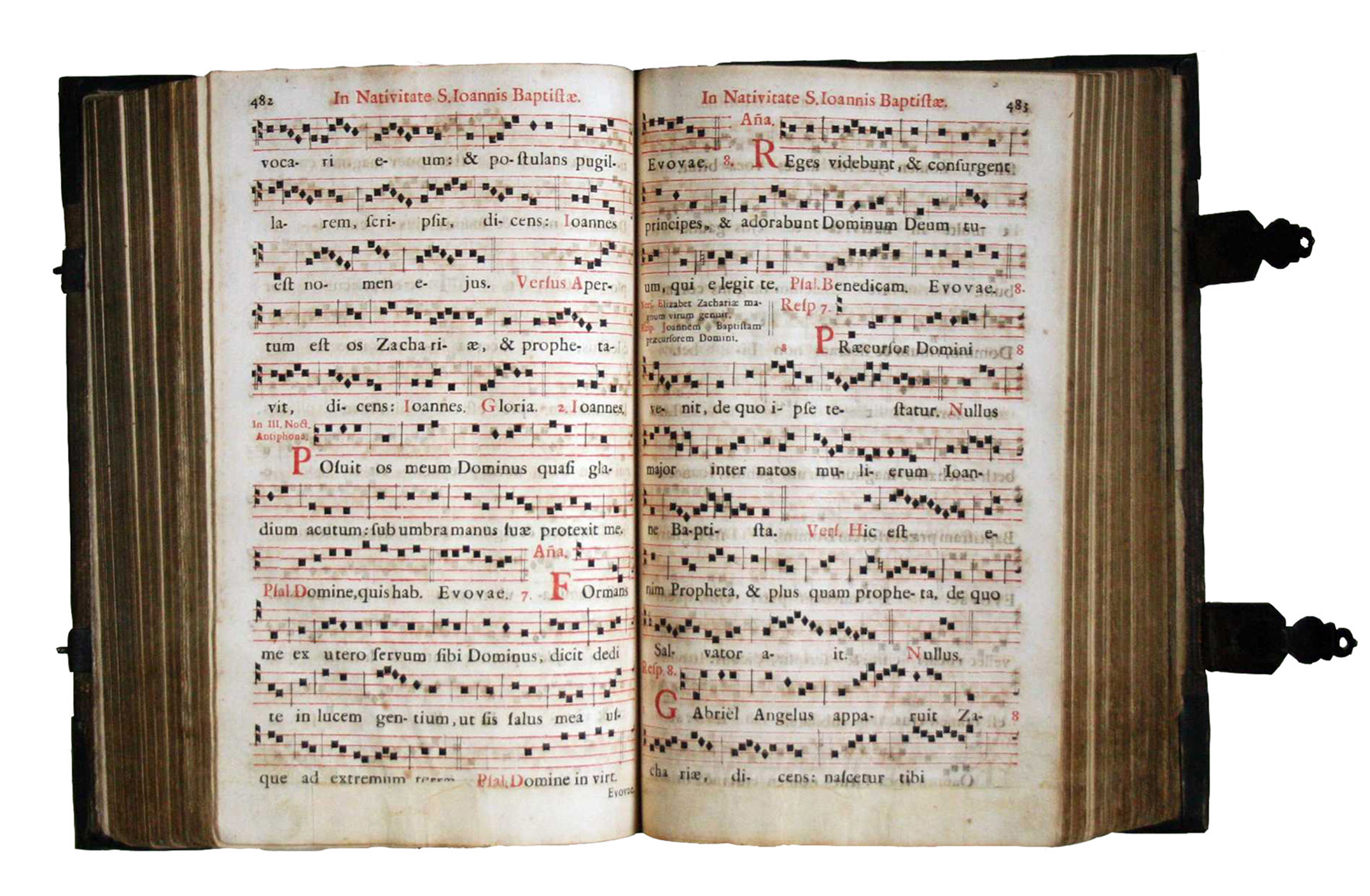
Kancionál.

Kodikologie je pomocná věda historická, která studuje rukopisné knihy neúřední (literární) povahy, tzv. kodexy. Zkoumá je jako jedinečné objekty a zjišťuje jejich vznik a funkci ve společnosti. Sleduje vnitřní proměny a osudy literárních rukopisů i jako součásti určitých celků, zejména skriptorií, iluminátorských dílen a knihoven. Zabývá se i problémy penetrace (putováním rukopisů), tedy obchodem s rukopisnými kodexy, dějinami středověkých knihoven a v novověku vývojem rukopisných oddělení knihoven. Kodex sloužil k uchování a předávání společensky zajímavých informací, zapsaných v určité formě.
Kodikologie je velkým přínosem zejména pro historiografii středověku. Kodikologii využívají i dějiny hudby. Termín kodex původně označoval svazek voskových destiček či svitek papyrusu. Název byl přenesen na mnohalistovou knihu, do 13. století pergamenovou, později papírovou (nejstarší papírna v Čechách je k roku 1490 – Zbraslav). Další formou dokumentu byl rotulus, svitek. Kodikologie vznikla až v polovině 20. století ve Francii. Za světového zakladatele je považován Alphonse (Alain) Dain, zakladatelem v Česku je Václav Vojtíšek. V Česku se rukopisy zabývá hlavně Komise pro soupis rukopisů při AV ČR (založena 1954, časopis Studie o rukopisech). Kodikologie tedy studuje rukopisy, které nebyly vedeny jako úřední knihy a jejichž původní sepsání a pozdější opisy sledovaly literární, vědecké či dokumentační cíle. Kodikologie má především antické či středověké objekty výzkumu, neboť rukopisná kniha se vyskytovala do vynálezu knihtisku (v pol. 15. století – Johannes Gutenberg). Na ni pak navazuje knihověda (zabývá se tištěnými knihami) a bibliologie (nauka o knize vůbec).
Funkce rukopisu se měnila podle držby/itele kodexu. Rozlišuje se primární (původní) funkce a sekundární (druhotná) funkce – těch může být více. Podle primární funkce dělíme kodexy na 4 skupiny:
1. liturgické a náboženské rukopisy,
2. studijní rukopisy, tedy odborné a vědecké rukopisy i školní učebnice,
3. nestudijní rukopisy, tedy beletrie, poezie a vůbec rukopisy vzniklé jako zábavná četba bez konkrétního odborného cíle,
4. reprezentační a bibliofilské rukopisy, tedy všechny honosně vyzdobené rukopisy bez ohledu na obsah, neboť krásné knihy mohly obsahovat náboženská, studijní i nestudijní témata.

Součástí výzkumu kodikologie jsou také další osudy kodexů po jejich vzniku, tj. obchod s rukopisy a dějiny kodexových knihoven, tedy jak knihoven institucionálních (církevních a světských), tak knihoven individuálních, soukromých. Dějiny knihoven obecně tvoří součást bibliografie.

## Historie kodikologie[1]

### Původ
Studium rukopisů má dlouhou tradici, ale kodikologie má krátkou historii.V patnáctém století vyšly dvě práce pod názvem De laude scriptorium, které chválily rukopisy a práce opisovačů. Jedno napsal pařížský teolog Jean Gerson a druhé opat benediktinského kláštera ve Sponheimu Johann Trithemius. V 16. a 17. století, jak studium rukopisů postupovalo, docházelo ke sporům mezi filology a teology. V 17. století bollandisté sbírali hagiografie a kriticky zkoumali jejich obsah a původ. 12] K historické a kritické analýze textů přispěli mauristé, za otce paleografie a diplomatiky je považován Jean Mabilon. Základní principy kodikologie formuloval v roce 1739 mauristický mnich Bernard de Montfaucon. V roce 1819 Heinrich Stein založil Gesellschaft für ältere deutsche Geschichtskunde, která vydávala Monumenta Germaniae Historica a studie o středověkých kodexech. 1821 byla založena École Nationale des Chartes a jedním z nejaktivnějších badatelů rukopisů byl Leopold Delisle.
V roce 1825 vydal knihovník Adolph Ebert monografii o diplomatáři, epigrafice a o tom, co nazval Bücherhandschrifftenkunde - „věda o vnitřních a vnějších znacích rukopisů“. V roce 1909 filolog Ludwig Traube rozlišuje mezi paleografií a Handschrifftenkunde. Podle Traubeho se paleografie zabývá dešifrováním písma, výkladem zkratek a hledáním textových chyb, jakož i datováním a lokalizací rukopisu. Handschrifftenkunde zkoumá hmotné prvky kodexu, jeho přípravu a zápisy, které nejsou součástí samotného textu, jako jsou anotace.
Obecná tradice však až do 20. století považovala paleografii za obor zahrnující nejen písmo, ale vše, co slouží k datování rukopisu. Victor Gardthausen ve své „Řecké paleografii“ rozdělil paleografii na Buchwesen (strukturu knihy) a Schriftwesen (strukturu písma). Až do počátku 30. let 20. století bylo studium rukopisů spojováno také s literární historií a filologií. 
Kodikologie se uceleně studuje od konce 19. století, Charles Samaran navrhl v roce 1934 termín kodikografie, který chápal jako paralelu k bibliografii, tedy studiu tištěných knih; tím se věda o rukopisech oddělila od filologie. Termín kodikologie zavedl Alphonse Dain ve své knize Les manuscrits z roku 1949 pro studium vnějších znaků rukopisů - historie, sbírek, katalogů -, neboť studium materiálních aspektů a vnitřních znaků chápal rovněž jako součást paleografie.

### Archeologický obrat
Postupem času se význam přetavil ve studium kodexu jako archeologického objektu; ekvivalent Buchwesenu. François Masai přijal termín kodikologie a v roce 1950 publikoval v časopise Scriptorium článek, v němž obhajuje její nezávislost na paleografii. Kodikologii považoval za příbuznou diplomatiky a spadající do sféry archeologie. Kodikologii nepovažoval za historickou disciplínu, takže ji tím oddělil od dějin knihy a kulturních dějin. Léon Delaissé raději používal Masaiovu „archeologii knihy“. Za základ skutečné archeologie knihy je mnohými považován spis Léona Gilissena „Prolegomènes à la codicologie“. V prvních dvou esejích této knihy studoval „lokalitu“ dvaceti pergamenových rukopisů a analýzou složení kvírů dospěl k závěru, že kvír není náhodným seskupením samostatně řezaných bifolia, ale výsledkem skládání kůže podle přesných pravidel. Tato metoda otevřela cestu k podrobnějšímu poznání středověké knižní produkce, a to jak přípravy, tak i provedení. Stejným způsobem pojímá kodikologii i Marilena Maniaci v knize „Archeologia del manoscritto“.

### Širší přístup
Od 70. let 20. století různí kodikologové tvrdí, že kodikologie by se měla zabývat historií, používáním a recepcí rukopisu jako kulturního a textového objektu. Maria Luisa Agati ve své studii „Il libro manoscritto da Oriente a Occidente“ zahrnuje paleografické rysy, výzdobu a dějiny knihoven.

### Kvantitativní kodikologie
Carla Bozzolo a Ezio Ornato se ve své knize „Pour une histoire du livre manuscript au Moyen Age“ z roku 1980 ohrazují proti tehdy obvyklému pohledu na studium rukopisů jako na nástroj zpřístupnění intelektuálních dějin nebo studia iluminovaných rukopisů jako uměleckých předmětů. Obhajují studium spousty běžných rukopisů archeologickou metodou s cílem odpovědět na otázky, které přesahují konkrétní rukopis Ornato formuluje, jak je studium vnitřních rysů neoddělitelné od vnějších rysů rukopisu. Kvantitativní metoda tak může poskytnout představu o ekonomice a kultuře výroby rukopisů v určité době či místě nebo v delším období a vztahovat ji k dějinám knihy. Ornato a jeho škola následovníků tak považují kodikologii za nezávislou a autonomní historickou disciplínu, která není podřízena žádné specializaci. Jeho chápání kodikologie však není lato sensu, nýbrž statistické - výběr materiálu, zhotovení přívazků, počet svazků, ceny, vložená práce, oběh - vycházející ze skupiny rukopisů podle doby, místa, typu atd. Malachiáš Bejt-Arie poprvé použil databáze v kodikologii pro hebrejské kodexy. 

### Srovnávací kodikologie
Pokrok v kvantitativní analýze latinských, hebrejských, byzantských a arabských kodexů podnítil výzkum, zda byly technologické postupy společné. To vedlo ke komparativní kodikologii, koncepci, která svou metodologii odvozuje od srovnávací metody. Inspirovala se zejména lingvistikou a možností univerzální „gramatiky“ kodexu. Metoda byla brzy použita v hebrejské kodikologii, protože hebrejské rukopisy jsou považovány za interkulturní prostřednictvím odrazu rukopisné kultury dominantní kultury, v níž židovské komunity žily. V 21. století je spolu s kvantitativní kodikologií nejrozšířenější metodikou. 

### Strukturální kodikologie
Počínaje koncem 80. let 20. století někteří badatelé převzali myšlenky ze strukturalistické lingvistiky a studovali kodex jako strukturu s „morfologickým“ a „syntaktickým“ rozměrem, přičemž se zabývali jeho složkami, respektive jejich vztahy. Přítomen je i „genetický“ aspekt, neboť se snaží rekonstruovat původ složek a jejich tvorbu. Gumbert a další badatelé formulovali syntax pro identifikaci kodikologických jednotek a cézur (diskontinuit či hranic) rukopisu, tvořených jedním nebo více kvíry, a jejich výrobních fází a vzájemných vztahů. Tato metoda naráží na obtíže způsobené tím, že rukopisy prodělávají v průběhu své existence změny v důsledku ztrát, odstraňování a přidávání textu.

### Islámská kodikologie
Zatímco středověcí autoři mohli praktikovat základní kodikologii, zájem o studium arabských rukopisů na Západě začal koncem 18. století. Největší impuls přinesl první festival World of Islam v Londýně v roce 1976, po němž následovalo kolokvium o islámské kodikologii a paleografii v Istanbulu v roce 1986. Od té doby se objevila řada konferencí, výstav, katalogů a odborných periodik.

## Fyzický popis rukopisu
Při zpracování středověkých rukopisů je snaha v každé zemi užívat jednotný systém popisu, které se od sebe většinou liší jen v detailech. Pravidla vytvořená pro Českou republiku jsou zaměřena především na středověké rukopisy a předpokládá se publikování výsledného katalogu tiskem. Záznam v katalogu rukopisů začíná tzv. záhlavím, kde jsou podané základní souhrnné informace o příslušném rukopisu. V záhlaví se uvádí následující údaje:
- signatura

- datace rukopisu (příp. jeho částí), pokud nelze datovat přesně, užívá se zápis století pomocí římských číslic, číslice 1 a 2 jako horní index pro udání první či druhé poloviny století, při dataci třetiny se užívají zkratky "in.", "med." a "ex.", pro označení rozsahu se užívá "–⁠⁠⁠⁠⁠⁠", zatímco pro označení přelomu století se užívá "/"

- místo vzniku (pokud může být určeno)
- materiál rukopisu (papír nebo pergamen, příp. jejich kombinace –⁠⁠⁠⁠⁠⁠ jako první se píše převažující psací látka)
- počet listů (folií) nebo stran (pagin)
- rozměry s přesností na půl centimetru
- upozornění na výskyt iluminací nebo notace

V novějších katalozích je na počátku katalogového záznamu uvedený i sumarizovaný obsah rukopisu. U rukopisů se dále sleduje jejich forma (v naprosté většině případů se jedná o kodex, avšak vyskytuje se pár výjimek ve formě svitku –⁠⁠⁠⁠⁠⁠ např. tóra či některé genealogické zápisy), filigrány, které mohou výrazně napomoci při dataci kodexů. Dále se sleduje tzv. skladba rukopisu, tj. uspořádání složek, příp. samostatných listů, z nichž je rukopis sestaven.⁠ Pro zápis uspořádání složek existuje standardizovaný systém popisu, který připomíná matematický vzorec.

### Zápis skladby rukopisu
Složky, z nichž se rukopis skládá, se podle počtu obsažených listů nazývají binio (dva dvojlisty), ternio (tři dvojlisty), kvatern (čtyři dvojlisty), kvintern (pět dvojlistů), sextern (šest dvojlistů) atd. Nejčastěji se vyskytují kvaterny a sexterny. Pro učení rozsahu složek je důležité najít jejich střed –⁠⁠⁠⁠⁠⁠ místo, kde je vidět provázek, který byly listy ve složce sešity. České zásady udávají římskou číslicí počet dvojlistů příslušné složky, k němuž jsou pomocí znamének "-" nebo "+" a počtem listů doplněny údaje o chybějících nebo dodatečně přidaných listech (listy jsou označovány arabskými číslicemi, dvojlisty římskými).
Příklad: 2. VI (fol. 24) + (VI-1, fol. 35) + (V+2, fol. 47)
Rukopis složený ze dvou úplných sexternů, jednoho sexternu s vyříznutým listem a jednoho kvinternu se dvěma doplněnými listy. Jeden list vyříznut za fol. 27, samostatné přidané listy jsou folia 38 a 40.